# قانون تابعیت قطر
قانون تابعیت قطر بر اصل خون استوار است. از آنجا که قطر عضو شورای همکاری خلیج  است، شهروندان دیگر اعضای شورا می‌توانند بدون محدودیت در قطر باقی بمانند و بالعکس.

## از طریق تولد
کودکان متولد قطر که پدر و مادرشان مشخص نیست شهروند قطر محسوب می‌شوند.

## از طریق به ارث بردن
کودکانی که پدرشان قطری است، بدون توجه به محل تولدشان، شهروند قطر هستند.

## از طریق اعطای تابعیت
افراد خارجی در صورتی که شرایط زیر را داشته باشند ممکن است شهروندی قطر به آنها اعطا شود:
- به مدت ۲۵ سال به‌طور قانونی در قطر ساکن بوده باشند و به صورتی که هیچ‌گاه فاصله ای بیش از ۶ ماه در اقامتشان رخ نداده باشد.
- شخصیت خوب و عدم سوء پیشینه
- راه درآمد قانونی داشته باشد.
- دانش کافی در مورد زبان عربی داشته باشد.

اگرچه قانون قطر اجازه اعطای تابعیت به اتباع خارجی را می‌دهد، در عمل اما به ندرت به روی می‌دهد، حتی اگر فرد مادر قطری داشته باشند.
اخیراً قطر یک فرایند سریع اعطای شهروندی برای بحرینی‌ها ارائه داده‌است.

## تابعیت دوگانه
قطر شهروندی دوگانه را به رسمیت نمی‌شناسد. داشتن تابعیت مضاعف ممکن است به لغو شهروندی قطر منجر شود.

## از دست دادن شهروندی قطر
در شرایط زیر ممکن است شهروندی قطر از فرد سلب شود:
- پیوستن یا خدمت کردن در نیروی نظامی کشوری خارجی.
- کار کردن برای کشوری که در حال جنگ با قطر است.
- دریافت تابعیت مضاعف

شهروندان می‌توانند به‌طور داوطلبانه شهروندی قطر را ترک کنند.

## آزادی سفر

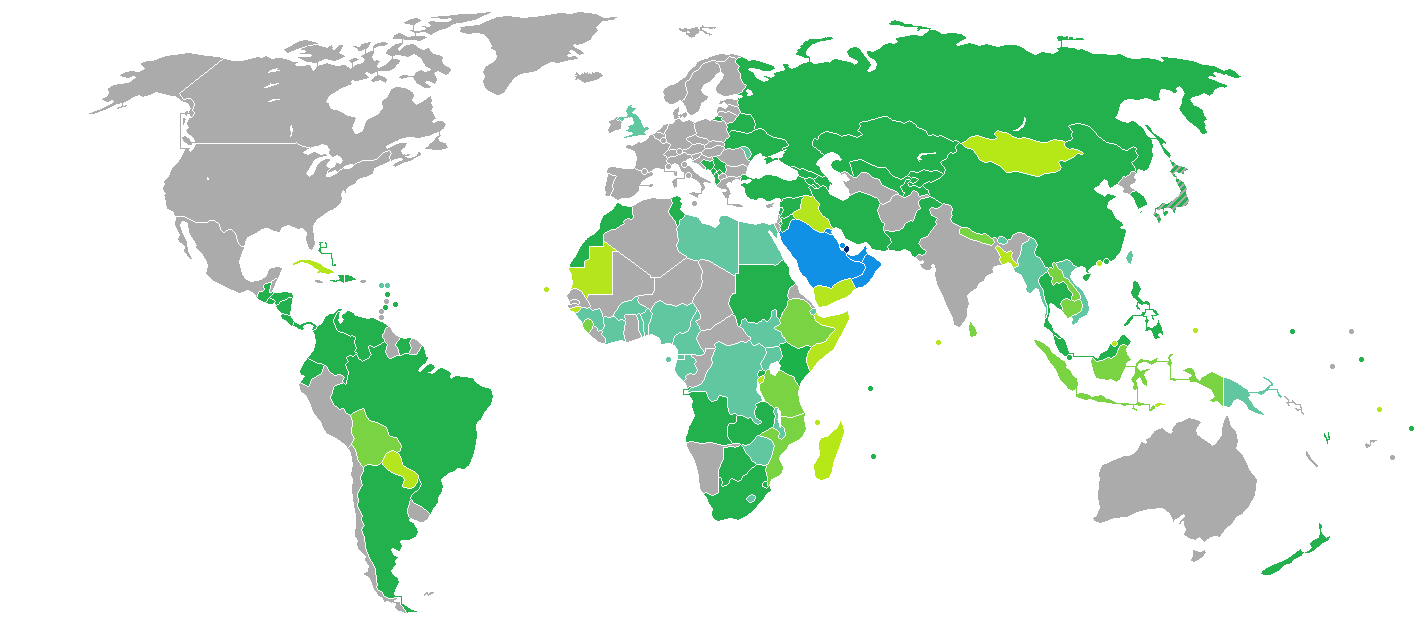
الزامات ویزا برای شهروندان قطر

در سال ۲۰۱۶، شهروندان قطر بدون نیاز به ویزا یا با دریافت ویزا به هنگام ورود به ۱۸۹ کشور و منطقه در دنیا می‌توانستند سفر کنند که از این حیث، با توجه به فهرست محدودیت‌های روادید، گذرنامه قطری دررده ۶۰ام جهان قرار می‌گرفت. شهروندان قطر در حال حاضر مجاز به ورود به برخی کشورهای عضو شورای همکاری خلیج فارس از جمله عربستان سعودی، امارات متحده عربی و بحرین نیستند. تا پیش از بحران میان قطر و کشورهای ذکر شده در  سال ۲۰۱۷، آنها می‌توانستند بدون نیاز به روادید به تمامی کشورهای عضو شورای همکاری خلیج فارس سفر کنند.